# القواعد (قفل شمر)

تعديل مصدري - تعديل

القواعد هي إحدى قرى عزلة شمرين بمديرية قفل شمر التابعة لمحافظة حجة، بلغ تعداد سكانها 149 نسمة حسب تعداد اليمن لعام 2004.